# Murzuk
Murzuk (arab. مرزق, Murzuq) – oaza na północnym obrzeżu Sahary, w muhafazie Murzuk w południowo-zachodniej Libii.
Murzuk liczy około 100 tysięcy mieszkańców (2001). Jest to dawna stolica prowincji Fazzan będącej u szczytu potęgi w XVI-XIX w.; od starożytności ważny ośrodek na szlaku karawanowym wiodącym do jeziora Czad; straciła znaczenie po upowszechnieniu się komunikacji motorowej i kolejowej w XX wieku.
Gospodarka Murzuku oparta jest głównie na uprawie palmy daktylowej, zbóż, warzyw, hodowli wielbłądów i owiec oraz na rzemiośle – (hafty, broń, skóra, tkaniny). Pewne znaczenie, ale raczej o lokalnym zasięgu, ma też eksploatacja sody i soli kamiennej.
Atrakcją turystyczną Murzuku są ruiny arabskich i tureckich fortów.